# 伯赞加尔罗
伯赞加尔罗（法語：Bezins-Garraux）是法国上加龙省的一个市镇，属于圣戈当区（Saint-Gaudens）圣贝阿县（Saint-Béat）。该市镇总面积7.71平方公里，2009年时的人口为55人。

## 人口
伯赞加尔罗人口变化图示